# Merychyus
Il merichio (gen. Merychyus) è un mammifero artiodattilo estinto, appartenente agli oreodontidi. Visse tra il Miocene inferiore e il Miocene superiore (circa 20-10 milioni di anni fa) e i suoi resti fossili sono stati ritrovati in Nordamerica.

## Descrizione
Questo animale era relativamente piccolo e molto più snello se raffrontato alla maggior parte dei suoi stretti parenti, come Merycoidodon. La testa era arrotondata, con cranio piccolo e corto; le ossa nasali non erano ridotte e i premascellari erano coossificati. La fossetta lacrimale si apriva alla giuntura delle ossa mascellare-frontale-lacrimale. La volta cranica era piuttosto sporgente, e le creste occipitali moderate. La mandibola aveva un bordo inferiore quasi rettilineo, e la sinfisi era prominente. La corona dei molari era via via più alta (ipsodonte) mano a mano che si andava verso la parte posteriore delle fauci, e la dentatura anteriore era composta da denti di piccole dimensioni. Le zampe erano snelle, con dita laterali ridotte. In generale, la forma del corpo di Merychuys ricordava quella delle gazzelle.

## Classificazione
Il genere Merychyus venne descritto per la prima volta da Joseph Leidy nel 1858, sulla base di resti fossili ritrovati nella contea di Logan in Colorado; la specie tipo è Merychyus elegans. A questo genere sono state poi ascritte numerose altre specie (M. arenarum, M. delicatus, M. euryops, M. crabilli, M. jahnsi,  M. major, M. medius, M. minimus, M. calaminthus, M. paniensis, M. verrucomalus, M. novomexicanus, M. relictus, M. smithi, M. calimontanus, M. tooheyi, M. leptoscelos) in numerosi stati dell'Ovest americano (California, Colorado, Idaho, Kansas, Louisiana, Montana, Nebraska, Nevada, New Mexico, Oklahoma, Oregon, South Dakota, Texas, Wyoming), ma molte di queste specie non sono considerate valide.
Merychyus è un rappresentante degli oreodontidi, un gruppo di artiodattili tipici dell'Oligocene e del Miocene del Nordamerica. Tra questi, Merychyus è considerato una forma specializzata, dalle parentele non ben chiarite e attribuita a una sottofamiglia a sé stante (Merychyinae), costituita da oreodonti corridori.

## Paleoecologia
Merychyus era un oreodonte specializzato: probabilmente si diffuse e si specializzò nel corso del Miocene, quando le praterie presero il sopravvento e solo animali adatti alla corsa riuscirono a colonizzare e prosperare nel nuovo ambiente. Merychyus, con le lunghe zampe capaci di spostarsi velocemente sul terreno duro, fu uno di questi animali. I denti relativamente ipsodonti erano in grado di triturare materiale vegetale duro e fibroso come l'erba.